# Li Dazhao
Li Dazhao född 29 oktober 1889 i Leting nära Tangshan, Hebei, död 28 april 1927 i Peking, var en kinesisk kommunistisk politiker och en av grundarna av Kinas kommunistiska parti.
Han kom från en fattig bondefamilj i nuvarande Hebei och reste 1913 till Tokyo  för att studera ekonomi vid Wasedauniversitetet. 1918 återvände han till Kina, där han fick anställning som chefsbibliotekarie vid Pekinguniversitetet. Det var under tiden som bibliotekarie han lärde känna Mao Zedong och bekantade denne med marxismen.
1919 deltog Li i den nationella väckelsen Fjärde majrörelsen, där han radikaliserades ytterligare och två år sedan var han med om att grunda Kinas kommunistiska parti. Han blev en förgrundsfigur för partiet i norra Kina, medan Chen Duxiu dominerade partiets verksamhet i södra Kina.
Under den Norra expeditionen 1926-1927 tvingades Li Dazhao söka tillflykt i den sovjetiska ambassaden i Peking och avrättades av krigsherren Zhang Zuolin våren 1927.